# Ludvík Jadrníček
Ludvík Jadrníček, křtěný Ludvík Ignác (1. srpna 1863, Fryšták, Rakouské císařství – 10. říjen 1954, Brno, Československá republika), byl český akademický malíř, ilustrátor, pedagog a spisovatel

## Život
V letech 1883 až 1888 studoval ve Vídni na Akademii výtvarných umění a stal se akademickým malířem a profesorem kreslení pro střední školy.
Dělal ilustrace pro vědecké práce Jindřicha Wankela, časopis Náš domov, časopis vlastivědného spolku muzejního v Olomouci a Prombergrovy práce.
Vytvořil návrh na dřevěný kostelík a hanáckou chalupu na pražské národopisné výstavě roce 1895. Vydal také kroniku svého rodiště „Městečko Fryšták“ se svými kresbami.
Učil kreslení v Olomouci, na střední škole v Bílsku (dnes v Polsku) 27 let a mnoho let vyučoval soukromě šest dětí arcivévody Karla Štěpána malířství a estetickou výchovu. V roce 1925 odešel v Brně do důchodu. Z Brna se poté přestěhoval do Jevíčka, kde bydlel na Palackého náměstí v domě číslo 33. Namaloval také řadu obrazů z okolí Jevíčka.

## Dílo
- JADRNÍČEK, Ludvík. Městečko Fryšták, Horní Ves, Dolní ves, Lukoveček a Vítová. Fryšták: Místní osvětová rada ve Fryštáku, 1947. 389 s.

## Galerie

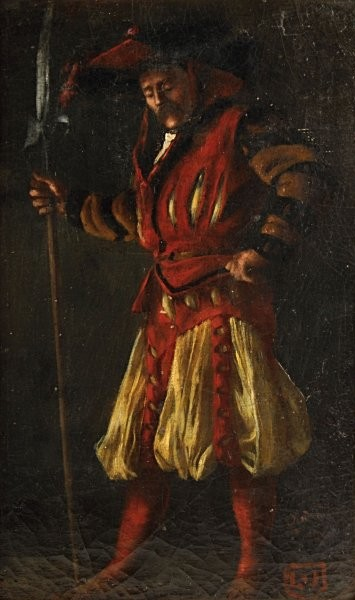
Ludvík Jadrníček: Muž s halapartnou (olej na plátně)
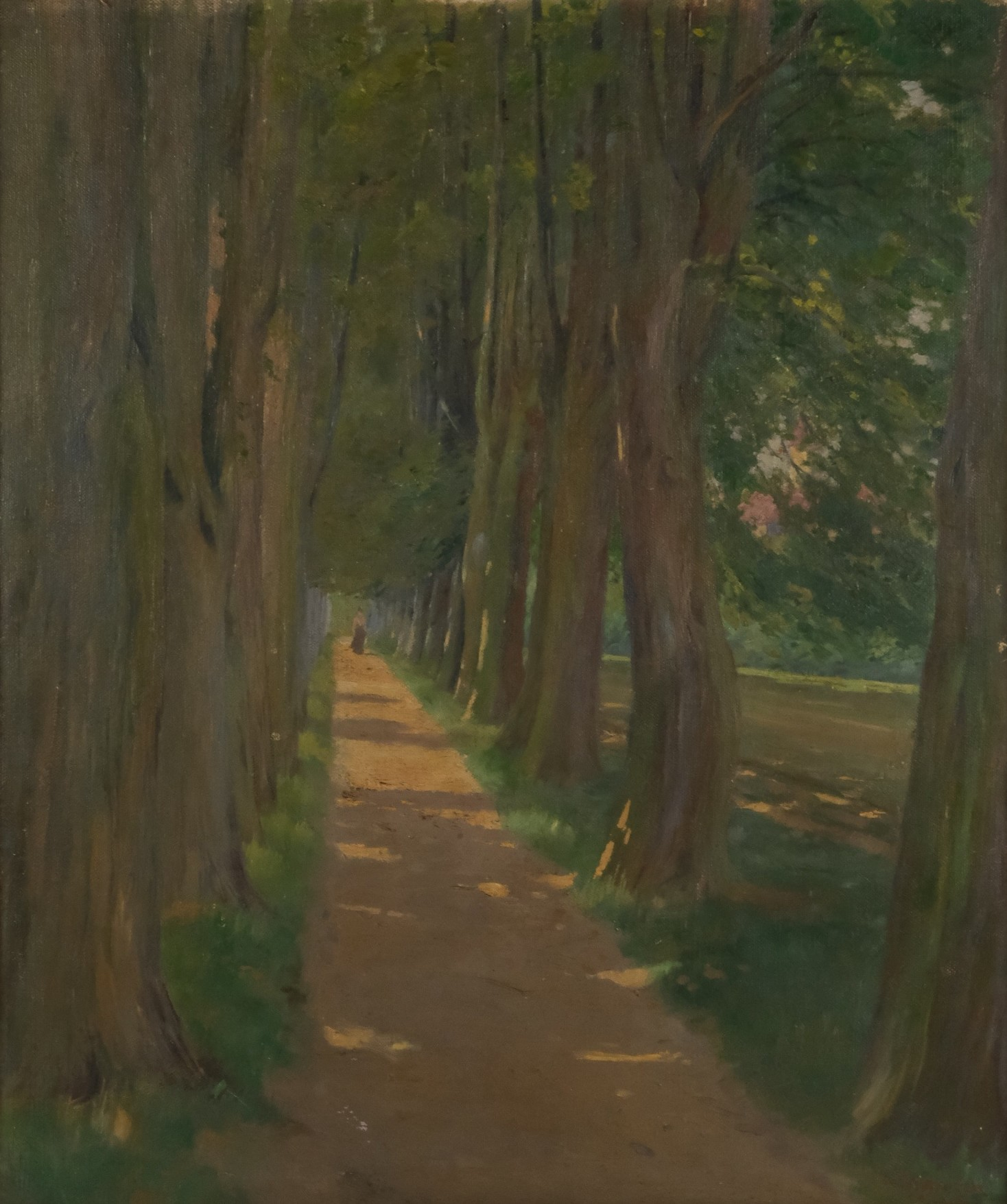
Ludvík Jadrníček: Procházka v aleji (olej na plátně) 1905
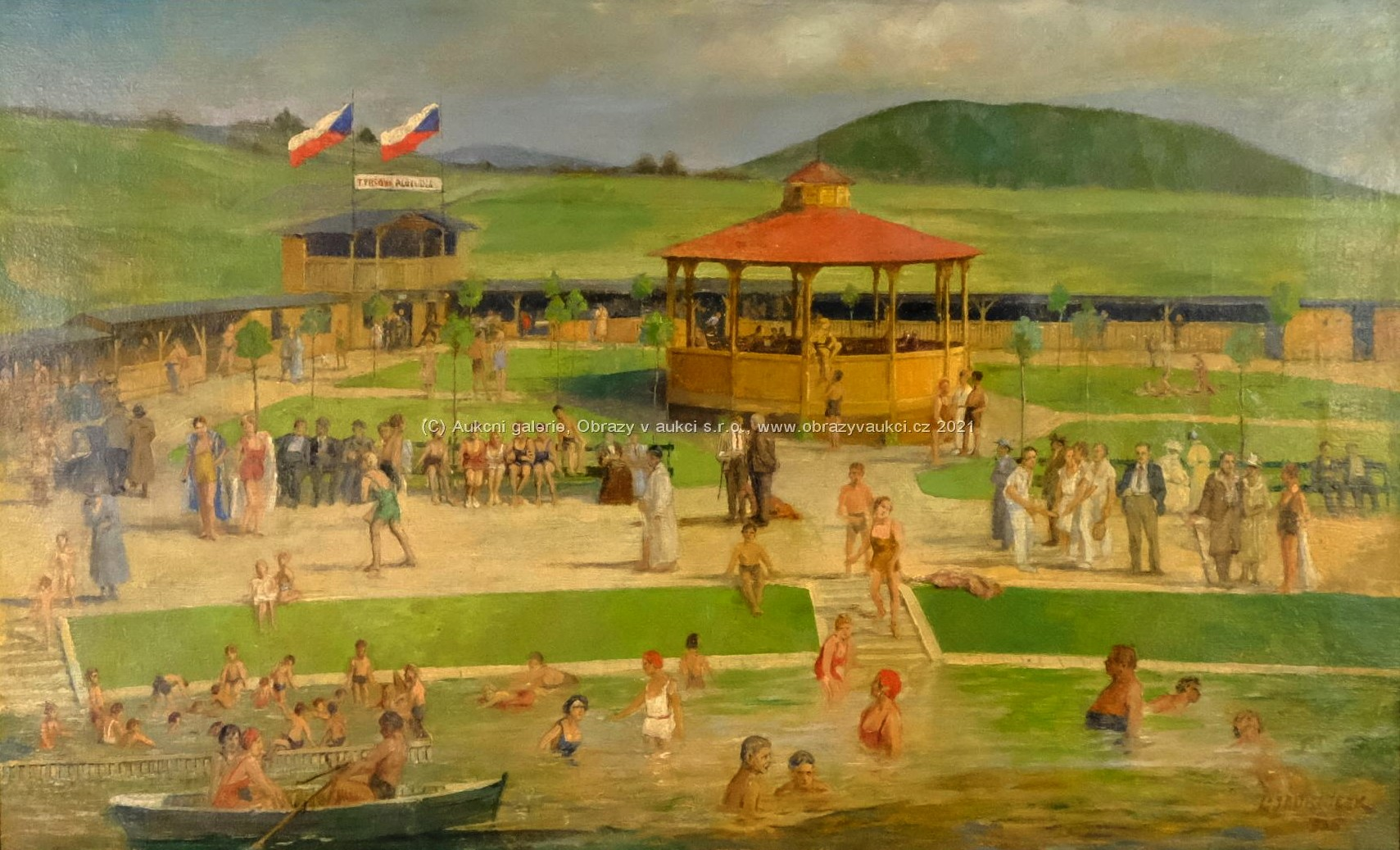
Ludvík Jadrníček: Tyršova plovárna (olej na plátně fixovaném na kartonu)
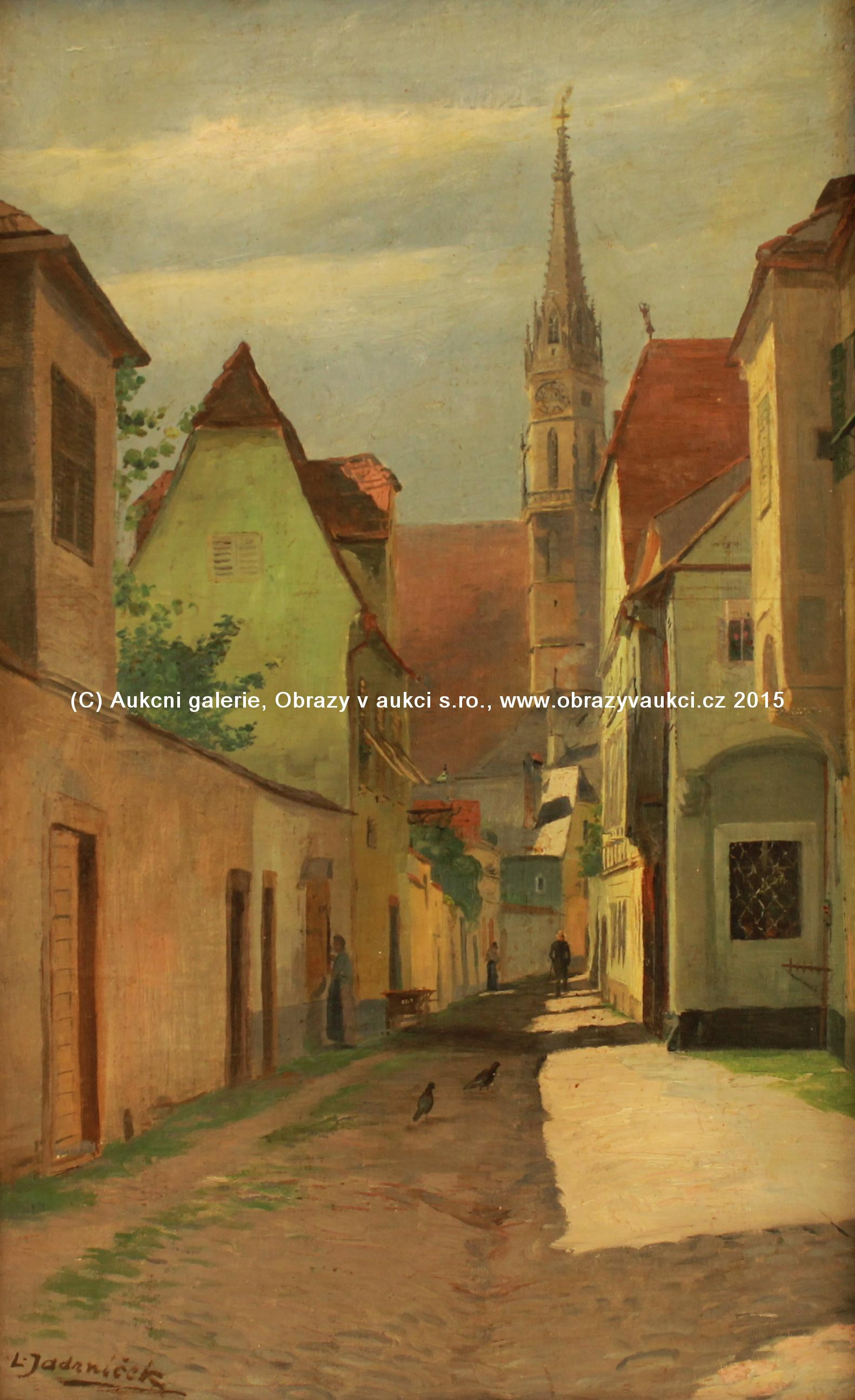
Ludvík Jadrníček:Za kostelem (olej na plátně)
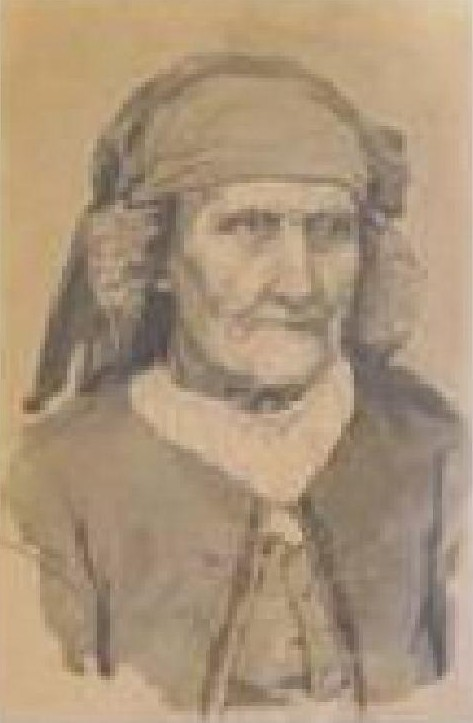
Ludvík Jadrníček: Portrét staré ženy (akvarel na papíře) 1892